# Parafia Nawiedzenia Najświętszej Maryi Panny w Domanicach
Parafia Nawiedzenia Najświętszej Maryi Panny w Domanicach – rzymskokatolicka parafia w dekanacie Domanice, diecezji siedleckiej
Miejscowości należące do parafii (liczba mieszkańców-odległość):
Domanice (291), Domanice-Kolonia (240-2 km), Czachy (231-2,5 km), Emilianówka (121-4 km), Kopcie (292 -3,5 km), Olszyc-Folwark (114-7 km), Olszyc Szlachecki (301-5 km), Olszyc Włościański (211-6 km), Pieńki (53-2 km), Podzdrój (62-2 km), Przywory Duże (417-4,5 km), Przywory Małe (79-4 km), Śmiary-Kolonia (81-3 km), Zażelazna (83-2 km). 
Parafia liczy 2310 wiernych obrządku katolickiego. 
Samodzielna parafia utworzona została w 1747 r. Obecny kościół parafialny murowany, bez wyraźnych cech stylowych, wybudowano w 1850 r. Świątynia została konsekrowana w 1859 r. przez biskupa Ignacego Lewińskiego. Parafia ma księgi metrykalne i kronikę parafialną od 1769 r. Cmentarz grzebalny jest położony 150 m od kościoła.
Wizytacje kanoniczne
1995 r. - bp dr Henryk Tomasik
2012 r. - bp prof. dr hab. Zbigniew Kiernikowski
Z parafii pochodzą: ks. Stanisław Poniatowski, ks. Jerzy Zalewski. siostry zakonne: s. Natalia Kazimiera Malarska (albertynka), s. Beata Poniatowska (serafitka), s. Leonia Chromińska (służebniczka starowiejska).